# Basawan

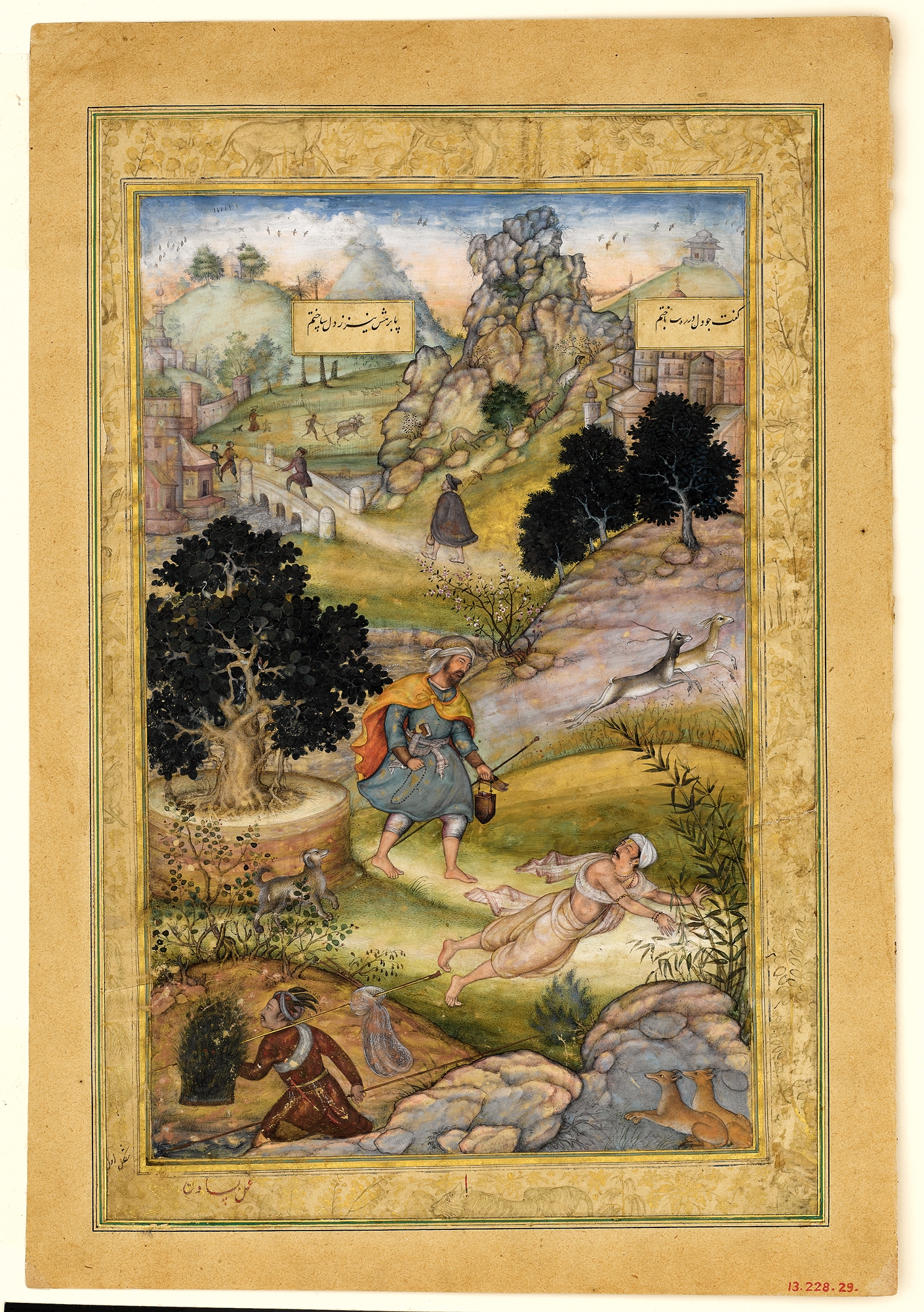
Muzułmański pielgrzym pobiera lekcję pobożności od bramina, który płynie ku swojemu bóstwu. Miniatura Basawana w rękopisie Chamse Amira Chosrou sporządzonym pod patronatem Akbara (1556-1605) w latach 1597–1598. Zbiory Metropolitan Museum of Art

Basawan (Basavan, przeł. XVI-XVII w.) – indyjski malarz, miniaturzysta. W latach 1556–1600 działał na dworze cesarskim. Ilustrował rękopisy i księgi miniatur charakterystycznych dla Wielkich Mogołów, w szczególności cesarza Akbara. Zajmował się także malowaniem portretów oraz scen rodzajowych. Cechował się subtelnością stylu. Nowatorskie potraktowanie perspektywy i kompozycji nasuwa wnioski, że Basawan malował pod wpływem sztuki zachodniej.